# Mistake (Lied)
Mistake (englisch für „Fehler“) ist ein Lied des britischen Komponisten und Multiinstrumentalisten Mike Oldfield. Es erschien im August 1982 unter dem Projekt The Mike Oldfield Group.

## Entstehung und Veröffentlichung
Das Lied wurde von Mike Oldfield selbst geschrieben und produziert. Bei der Produktion erhielt er Unterstützung durch David Hentschel. Für den Gesang zeichnete Maggie Reilly verantwortlich.
Die Erstveröffentlichung von Mistake erfolgte als Single am 10. August 1982 bei Virgin Records. Diese erschien als 7″-Single mit der B-Seite (Waldberg) The Peak (Katalognummer: VS 541). Im gleichen Jahr erschienen auch eine 7″-EP (Katalognummer: 104 678) und eine 12″-Maxi-Single (Katalognummer: 600 690-213), die jeweils um die Lieder Family Man und Mount Teide erweitert wurden. Im Folgejahr erschien in Kanada eine 7″-Ausführung mit der B-Seite Rite of Man.
Am Tag der Singleveröffentlichung erschien das Lied auch als Teil der Mike Oldfield EP (Katalognummer: 104 678). Darüber hinaus ist es Teil der kanadischen Ausführung von Crises (1983), dem neunten Studioalbum von Oldfield.

## Chartplatzierungen
Mistake stieg am 1. November 1982 auf Rang 63 der deutschen Singlecharts ein und erreichte seine beste Platzierung vier Wochen später mit Rang 56. Die Single platzierte sich mit Unterbrechungen sieben Wochen in den Charts, letztmals am 20. Dezember 1982.
| ChartsChartplatzierungen | Höchstplatzierung | Wochen |
| ------------------------ | ----------------- | ------ |
| Deutschland (GfK)        | 56 (7 Wo.)        | 7      |